# RTP1
A RTP1 é o principal canal de televisão da RTP – Rádio e Televisão de Portugal e o primeiro canal português de rádio e televisão. É um canal generalista com componente comercial e que privilegia a ficção nacional, a informação, o desporto e o entretenimento.

## História
As emissões experimentais da RTP iniciaram-se a 4 de setembro de 1956, nas antigas instalações da Feira Popular, em Lisboa.
As emissões regulares só se iniciariam a 7 de março de 1957.
A 9 de fevereiro de 1958 a partir do Estádio José Alvalade, Portugal assistiu, pela primeira vez, a um jogo em direto na televisão. No relvado o Sporting venceu o Áustria Viena, por 4-0, com golos de Vadinho, Ivson (2) e David Júlio, num jogo de caráter particular.
Em abril de 1958, a Televisão cobria 44% do território nacional e chegava a cerca de 58% da população, só atingindo todo o país em meados dos anos 60.
A RTP1 emite ainda hoje o programa de informação mais antigo de Portugal: o Telejornal. Foi para o ar pela 1ª vez a 19 de outubro de 1959.
A RTP1 foi o único canal de televisão que existiu em Portugal até 25 de dezembro de 1968, altura em que abriu a RTP2, sendo o serviço de televisão português mais antigo de Portugal.
Após 1974, a compra de televisores em Portugal expandiu-se rapidamente e a audiência da RTP aumentou exponencialmente.
Em 1976, com as eleições legislativas iniciaram-se as primeiras emissões a cores, que voltaram em 1979 e se tornaram regulares a partir de 7 de março de 1980.
A RTP1 mudou de nome em 1990 para chamar-se "Canal 1", mas em 1996, regressou ao seu antigo nome "RTP1" para reforçar a identidade do serviço público frente às suas concorrentes privadas, na altura, SIC e TVI.
A RTP1 foi o primeiro canal líder em audiências até 1995. Hoje em dia é o terceiro.

## Direção RTP1

### Direção de Programas
- Diretor de Programas: José Fragoso
- Subdiretor de Programas de Entretenimento: Nuno Vaz

## Diretores de Programas da RTP1
- Carlos Miguel de Araújo (†), 1973-1974 (como Diretor-Geral de Programas)
- Álvaro Guerra (†), Artur Ramos (†), Manuel Ferreira e Manuel Jorge Veloso (†) (Comissão da Direcção-Geral de Programas), 1974
- António Ramalho Eanes, 1974
- Machado Moura, 1974-1975 (como Director-Delegado de Programas)
- António Bettencourt, 1975 (como Director-Delegado de Programas)
- João Lopo de Oliveira, 1975 (como Director-Delegado de Programas)
- Fernando Cardeira, 1975
- Manuel Geraldes, 1975-1976
- Mário Dionísio (†), 1976
- Carlos Cruz, 1976-1977
- José Niza (†), 1977-1978
- Vasco Graça Moura (†), 1978
- Luís de Pina, 1978-1979
- Carlos Cruz, 1979-1980
- Maria Elisa Domingues, 1980-1983
- Luís Andrade (†), 1983-1984
- Afonso Rato, 1984
- Alberto Seixas Santos (†), 1985-1986
- Carlos Pinto Coelho (†), 1986-1989
- José Eduardo Moniz, 1989-1994 (como Diretor-Coordenador de Informação e Programação da RTP)
- Adriano Cerqueira (†), 1994-1995
- Joaquim Furtado, 1995-1998 (como Diretor-Coordenador de Informação e Programação da RTP)
- Maria Elisa Domingues, 1998-1999
- João Grego Esteves, 1999-2000 (como Director-Geral)
- Jaime Fernandes (†), 2000-2001
- Emídio Rangel (†), 2001–2002 (como Diretor-Geral de Antena) e António Borga (gestor da RTP1)
- Luís Andrade (†), 2002–2005
- Nuno Santos, 2005-2007
- José Fragoso, 2008-2011[3]
- Hugo Andrade, 2011–2015[4]
- Daniel Deusdado, 2015-2018
- José Fragoso, 2018-presente

## Técnica
As emissões a cores com o sistema PAL iniciaram-se oficialmente em 7 de março de 1980. Emitiu os Jogos sem fronteiras em setembro de 1979 a cores, por obrigação europeia. Antes disso, em 25 de abril de 1976, a RTP transmitiu experimentalmente a cores o acto eleitoral para a Assembleia da República, com recurso ao sistema SECAM.
A RTP1 iniciou, em 2009, a emitir certos programas do canal em 16:9 e em alta definição nas redes de televisão paga.
Depois da RTP2 iniciar em maio de 2012, vem a 8 de junho, a vez da RTP1 iniciar as transmissões regulares em 16:9 no canal SD, com a transmissão da cerimónia de abertura do Euro 2012 e o jogo Polónia-Ucrânia integralmente neste formato.
A 14 de janeiro de 2013, a RTP1 passa a difundir exclusivamente no formato 16:9. A 13 de julho de 2015, a RTP1 passou a transmitir também a informação no formato 16:9, sendo assim o primeiro canal generalista a fazê-lo, garantindo melhor qualidade de imagem.

## RTP1 HD
A RTP1 HD, é um canal de televisão em alta definição, responsável por transmitir alguns conteúdos da RTP1 em HD. Está apenas disponível nas plataformas de tv por subscrição. O canal nasceu em 2008, para a transmissão integral dos Jogos Olímpicos de Pequim em alta definição.
Até ao final de 2008, este canal, não voltou a emitir. Em 2009 e 2010, transmitiu os 11 jogos de futebol da época da UEFA Champions League. Em 2010 transmitiu também as três sessões da edição do Festival RTP da Canção, assim como as Marchas Populares de Santo António e ainda os jogos de futebol do Mundial de 2010.
Voltou a transmitir entre 2010 e 2011, os jogos de futebol da UEFA Champions League, tal como os jogos de preparação da Selecção Nacional para o Euro 2012. Transmitiu ainda a reposição da série O Dia do Regicídio, em HD. Actualmente, transmite alguns jogos de futebol em directo e algumas séries.
A 31 de Maio de 2014, o canal transmitiu, pela primeira vez no mundo, em Ultra HD (UHD) no jogo de preparação para o Mundial 2014, Portugal X Grécia em parceria com a MEO, por enquanto para testes.
O Plano de Atividades da RTP estimava que a RTP1 estivesse totalmente em alta definição, mais provavelmente no segundo semestre de 2017 (altura da reentré televisiva) assim dará mais e melhor qualidade aos telespectadores. Tal confirmou-se a 28 de Novembro de 2017, quando a RTP1 passou a ter a sua emissão a ser produzida em HD (com um downscale para SD a ser feito internamente). Contudo, pouco tempo depois, devido a questões técnicas, a emissão voltou a ser produzida em SD. A emissão voltou a ser produzida em HD a 13 de Dezembro de 2017. Alguns programas continuam, ainda assim, a ser produzidos e apresentados em SD (como é o caso dos noticiários), algo que está a ser corrigido com a introdução de novos equipamentos (câmaras, régies, etc.) nos vários centros de produção da RTP.

## Programas
- Lista de séries da RTP1
- Lista de talent shows da RTP1
- Lista de telenovelas da RTP1
- Noticiários:
  - Bom Dia Portugal
  - Jornal da Tarde
  - Telejornal

## Logótipos
- Março de 1957 - 1959 — O primeiro logótipo da RTP1 tinha no fundo um círculo vermelho com um oval branco e uma antena de um televisor antigo. O "R" estava no lado esquerdo e o "P" no lado direito, assim que o "T" estava dentro de um escudo cinzento-claro. (Entre 1968 e 1978 muda de nome para I Programa para se distinguir da RTP2).
- 1959 - 1976 — A RTP1 lançou um novo logótipo ligeiramente semelhante ao anterior: no fundo, o oval amarelo com uma antena de um televisor antigo e uma esfera no meio.
- 1976 - 1978 — O novo logótipo era muito semelhante ao anterior, só que a esfera amarela deixou de estar no centro do logótipo.
- Outubro de 1978 - 1981 — O logótipo estreou a 16 de Outubro de 1978. Apresentava-se um semicírculo e um traço à direita, ambos com quatro traços. "RTP-1" ficava no lado direito do logótipo. (A partir daí passou a ser chamado de RTP1).
- 1981 - 1983 — O novo logótipo apresenta-se um retângulo com contorno azul, com "RTP" em baixo com o número "1" no cimo.
- Julho de 1983 - Outubro de 1983 — O "1" passou a ser vermelho e ao lado esquerdo da palavra "RTP". Nas vinhetas, as letras da RTP1 flutuavam no espaço exterior. Este logótipo extinguiu-se em 17 de Outubro de 1983.
- Outubro de 1983 - Março de 1984 — O novo logótipo foi caracterizado por um círculo de contorno branco e fundo vermelho com o "1" branco dentro dele. Nas vinhetas, este "1" só aparecia depois de representar a palavra "RTP", incluindo as duas curvas de três cores cada uma, que estava no meio destas curvas. Estreou a 18 de Outubro de 1983.
- Março de 1984 - Dezembro de 1985 — Este logótipo foi estreado a 23 de Março de 1984. Foi caracterizado por um retângulo vermelho com as letras gordas da "RTP1" com alguns traços às riscas brancas.
- Dezembro de 1985 - Outubro de 1986 — Foi caracterizado por um retângulo branco com as letras da "RTP1" azuis, sendo que o "1" está isolado de "RTP" por um risco diagonal. Este logótipo extinguiu-se a 17 de Outubro de 1986.
- Outubro de 1986 - Setembro de 1989 - Este logótipo estreou a 17 de Outubro de 1986. O "1" estava rodeado de um círculo azul, um quadrado verde e um triângulo vermelho, incluído, à sua esquerda, a palavra "RTP". Em 1987, o logótipo foi renovado no 30.º aniversário da RTP. Em 1988, o seu grafismo mudou de 2D para 3D, consistindo numa esfera azul, num cubo verde e numa pirâmide triangular vermelho, formando, igualmente, o número 1.
- Setembro de 1989 - Setembro de 1990 - Este logótipo consiste num quadrado de fundo lilás, ciano e azul com um número 1 e as palavras "RTP" e "CANAL" a verde. Este logótipo foi extinto em 16 de Setembro de 1990.
- Setembro de 1990 - Abril de 1996 - Neste intervalo de tempo, era chamado de Canal 1 da RTP. Habitualmente, o fundo era frequentemente azul, com a palavra "Canal 1". Dentro do C maiúsculo, possui uma esfera amarela dividida horizontalmente em quatro partes. Em 1995, o grafismo das vinhetas era o seguinte: um fundo azul escuro com tracinhos amarelos, esferas dourados a tocarem na água, e o desenho em 3D do C com a esfera amarela e o número 1. Este lógotipo extinguiu-se em 28 de Abril de 1996.
- Abril de 1996 - Outubro de 1998 - Este logótipo consistia num retângulo azul-claro com o número 1 a branco. Em baixo, estava lá a palavra "RTP" num fundo azul-escuro. Extinguiu-se em 11 de Outubro de 1998.
- Outubro de 1998 - Janeiro de 2002 - Este logótipo era muito semelhante ao anterior, sendo que o fundo era mais escuro do que o anterior, possuindo uma listra branca, e a palavra "RTP" estava dentro de um fundo branco.

### Evolução do logótipo

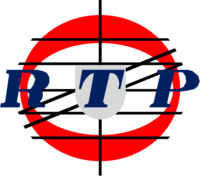
7 de Março 1957 - 1959 (Entre 1968 e 1978 muda de nome para I Programa para se distinguir da RTP2)
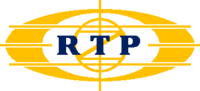
1959 - 1976
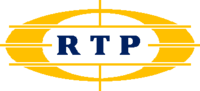
1976 - 1978
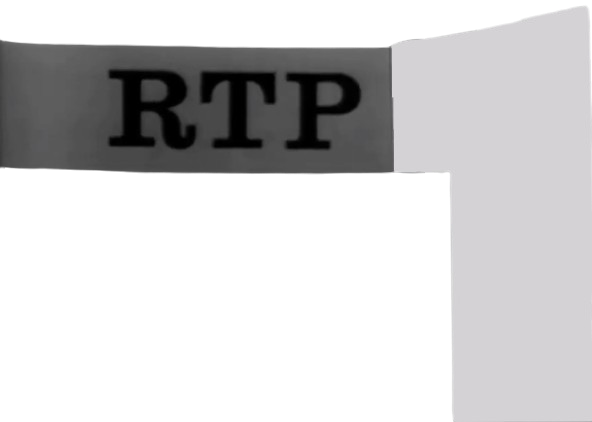
1976 (como RTP1)
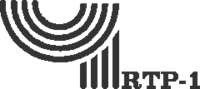
16 de Outubro 1978 - 7 de Março de 1980 (como RTP1)
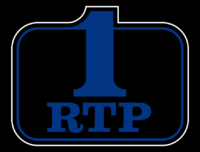
Fevereiro de 1981 a 21 de Março de 1983
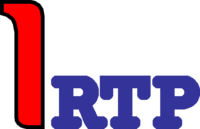
Julho de 1983 - 17 de Outubro de 1983
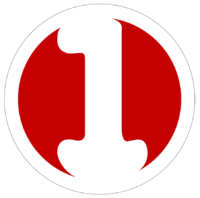
18 de Outubro de 1983 - 22 de Março de 1984
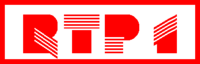
23 de Março de 1984 - Dezembro de 1985
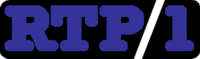
Dezembro de 1985 - 17 de Outubro de 1986
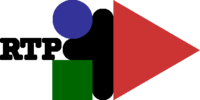
17 de Outubro de 1986 - 2 de Dezembro de 1988
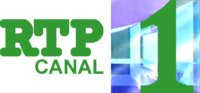
3 de Dezembro de 1988 - Setembro de 1989 (como RTP1)  Setembro de 1989 - 16 de Setembro de 1990 (como RTP Canal 1)
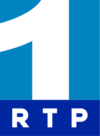
29 de Abril de 1996 - 11 de Outubro 1998
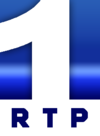
12 de Outubro 1998 - 27 de Janeiro de 2002
31 de Março de 2004 - 6 de Março 2016
7 de Março 2016 - presente

## Audiências
| Ano  | Janeiro    | Fevereiro  | Março      | Abril      | Maio       | Junho      | Julho      | Agosto     | Setembro   | Outubro    | Novembro   | Dezembro   | Média anual |
| ---- | ---------- | ---------- | ---------- | ---------- | ---------- | ---------- | ---------- | ---------- | ---------- | ---------- | ---------- | ---------- | ----------- |
| 1992 |            |            |            |            |            |            |            |            |            |            |            |            | 72,2% (1º)  |
| 1993 |            |            |            |            |            |            |            |            |            |            |            |            | 61,5% (1º)  |
| 1994 |            |            |            |            |            |            |            |            |            |            |            |            | 46,9% (1º)  |
| 1995 |            |            |            |            |            |            |            |            |            |            |            |            | 38,4% (2º)  |
| 1996 |            |            |            |            |            |            |            |            |            |            |            |            | 32,6% (2º)  |
| 1997 |            |            |            |            |            |            |            |            |            |            |            |            | 33,0% (2º)  |
| 1998 |            |            |            |            |            |            |            |            |            |            |            |            | 31,5% (2º)  |
| 1999 |            |            |            |            |            |            |            |            |            |            |            |            | 28,5% (2º)  |
| 2000 |            |            |            |            |            |            |            |            |            |            |            |            | 24,3% (2º)  |
| 2001 |            |            |            |            |            |            |            |            |            |            |            |            | 20,1% (3º)  |
| 2002 |            |            |            |            |            |            |            |            |            |            |            |            | 21,1% (3º)  |
| 2003 |            |            |            |            |            |            |            |            |            |            |            |            | 23,8% (3º)  |
| 2004 |            |            |            |            |            |            |            |            |            |            |            |            | 24,7% (3º)  |
| 2005 | 24,0% (3º) | 24,9% (3º) | 24,5% (3º) | 23,8% (3º) | 23,1% (3º) | 22,0% (3º) | 21,8% (3º) | 22,7% (3º) | 23,0% (3º) | 24,7% (2º) | 24,9% (3º) | 23,8% (3º) | 23,6% (3º)  |
| 2006 | 24,0% (3º) | 25,0% (2º) | 25,8% (2º) | 24,3% (2º) | 24,6% (2º) | 23,0% (3º) | 21,6% (3º) | 23,3% (3º) | 24,7% (3º) | 25,6% (3º) | 26,4% (3º) | 25,6% (3º) | 24,5% (3º)  |
| 2007 | 26,4% (3º) | 26,3% (3º) | 27,6% (2º) | 25,1% (3º) | 25,0% (3º) | 24,4% (3º) | 22,2% (3º) | 23,7% (2º) | 24,3% (2º) | 26,0% (2º) | 26,6% (2º) | 25,3% (2º) | 25,2% (2º)  |
| 2008 | 25,1% (3º) | 24,2% (3º) | 23,9% (3º) | 23,4% (3º) | 24,0% (3º) | 20,7% (3º) | 21,7% (3º) | 22,5% (3º) | 23,3% (2º) | 25,2% (2º) | 25,8% (2º) | 25,5% (2º) | 23,8% (3º)  |
| 2009 | 25,4% (3º) | 25,9% (2º) | 24,3% (2º) | 23,2% (2º) | 23,2% (2º) | 22,2% (3º) | 21,9% (3º) | 24,2% (2º) | 24,4% (2º) | 23,9% (2º) | 24,6% (2º) | 24,9% (2º) | 24,0% (2º)  |
| 2010 | 24,5% (2º) | 24,7% (3º) | 23,5% (3º) | 23,8% (2º) | 23,7% (2º) | 24,6% (2º) | 23,6% (2º) | 24,3% (2º) | 23,0% (2º) | 24,3% (2º) | 25,4% (2º) | 24,5% (2º) | 24,2% (2º)  |
| 2011 | 23,4% (3º) | 22,9% (2º) | 23,0% (3º) | 21,5% (3º) | 22,4% (3º) | 22,4% (3º) | 20,1% (3º) | 20,6% (3º) | 19,0% (3º) | 19,7% (3º) | 22,8% (2º) | 21,2% (3º) | 21,6% (3º)  |
| 2012 | 19,8% (3º) | 20,1% (3º) | 14,2% (3º) | 14,0% (3º) | 14,1% (3º) | 14,8% (3º) | 13,7% (3º) | 14,0% (3º) | 14,1% (3º) | 14,1% (3º) | 13,6% (3º) | 13,0%      | 18,5% (3º)  |
| 2013 | 12,4% (3º) | 11,5% (3º) | 12,5% (3º) | 11,5% (3º) | 11,8% (3º) | 13,7% (3º) | 12,5% (3º) | 13,7% (3º) | 13,6% (3º) | 14,6% (3º) | 15,6% (3º) | 14,6% (3º) | 13,2% (3º)  |
| 2014 | 14,9% (3º) | 16,0% (3º) | 15,7% (3º) | 14,2% (3º) | 14,9% (3º) | 19,7% (2º) | 17,0% (3º) | 14,4% (3º) | 14,5% (3º) | 15,4% (3º) | 16,3% (3º) | 15,0% (3º) | 15,6% (3º)  |
| 2015 | 15,9% (3º) | 16,0% (3º) | 15,6% (3º) | 14,4% (3º) | 14,3% (3º) | 15,4% (3º) | 14,0% (3º) | 14,0% (3º) | 13,6% (3º) | 14,7% (3º) | 15,3% (3º) | 14,2% (3º) | 14,8% (3º)  |
| 2016 | 13,8% (3º) | 13,9% (3º) | 14,0% (3º) | 13,0% (3º) | 12,7% (3º) | 16,2% (3º) | 15,0% (3º) | 12,6% (3º) | 12,4% (3º) | 13,4% (3º) | 14,2% (3º) | 13,1% (3º) | 13,7% (3º)  |
| 2017 | 12,9% (3º) | 12,8% (3º) | 12,7% (3º) | 11,3% (3º) | 13,7% (3º) | 14,0% (3º) | 11,1% (3º) | 11,7% (3º) | 11,7% (3º) | 12,5% (3º) | 12,4% (3º) | 12,2% (3º) | 13,7% (3º)  |
| 2018 | 12,1% (3º) | 11,9% (3º) | 12,0% (3º) | 11,5% (3º) | 12,6% (3º) | 14,1% (3º) | 11,9% (3º) |            |            |            |            |            | 12,2% (3º)  |
| 2019 | 12,2% (3º) | 12,1% (3º) | 12,0% (3º) | 11,7% (3º) | 12,7% (3º) | 13,3% (3º) | 12,4% (3º) | 12,3% (3º) | 11,8% (3º) | 13,1% (3º) | 13,7% (3º) | 13,5% (3º) | 12,6% (3º)  |
| 2020 | 13,9% (3º) |            |            |            |            |            |            |            |            |            |            |            | 11,9% (3º)  |
| 2021 |            |            |            |            |            |            |            |            |            |            |            |            | 11,1% (3º)  |
| 2022 |            |            |            |            |            |            |            |            |            |            |            |            | 10,8% (3º)  |

Atualmente a RTP1 é a terceira estação de televisão mais vista.